# Mr. Martin
Mr. Martini er en dansk pornomodel og pornoinstruktør, der har medvirket i film som Danish DeLuxe 4 og mange andre.
Han medvirker prominent i ekstramaterialet på dvd'en Princess, hvor han kalder sig "Oraklet" og i en timelang dialog krydser klinger med Anders Morgenthaler.

## Eksterne kilder
- Artiklen har ingen egenskaber for filmpersondatabaser i Wikidata
- Princess på Geek Culture Arkiveret 2. august 2007 hos  Wayback Machine